# RV Roger Revelle (AGOR-24)
R/V Roger Revelle è una nave di ricerca gestita da Scripps Institution of Oceanography sotto contratto di noleggio con Office of Naval Research, nell'ambito della flotta del University-National Oceanographic Laboratory System (UNOLS). Fu chiamata RV Roger Revelle in onore a Roger Revelle, uno scienziato e studioso che ha contribuito negli anni formativi della University of California, San Diego ed è stato uno dei primi scienziati a studiare il riscaldamento globale e il movimento delle placche tettoniche della Terra.

## Storia
La Roger Revelle è stata costruita da Halter Marine Inc., Gulfport, Mississippi. Era prevista per il 9 dicembre 1993 e fu varata il 20 aprile 1995. Fu consegnata alla Marina degli Stati Uniti, 11 giugno 1996, come Roger Revelle RV (T-AGOR-24), una nave Thomas G. Thompson-class da ricerca oceanografica.

### Storia operazioni di ricerca
Schede delle operazioni di ricerca della RV Roger Revelle (AGOR-24) .

## Rapporto giornaliero del capitano
Il rapporto giornaliero del capitano o la sua posizione in mare è disponibile ogni giorno.
Era anche possibile vedere online, grazie a delle telecamere montate sulla nave, le operazioni che stava svolgendo, ma a causa della fine del progetto ROADNet e  della mancanza di fondi le telecamere in tempo reale Roadnet e altri sensori non sono più sottoposte a manutenzione e quindi inutilizzate. Queste immagini erano disponibili sul sito ship's camera

## Strumentazione di navigazione
- GPS Trimble Tansmon P-Code
- GPs Trimble NT 200 DGPS
- RADAR Sperry 3 cm, 10 cm
- ADU GPs Ashtech Attitude-sensing System
- Acoustic Positioning System Nautronix 916 SBL/LBL
- Fathometer Furuno FV 700 50 kHz
- Doppler Speed Log – ODEC 200 kHz
- Doppler Speed Log – EDO 600 kHz
- Dynamic Positioning - ROBERTSON
- ADF - SIMRAD Taiyo
- Gyro - Sperry MK 37 (2)

## Navi sorelle
La Roger Revelle ed altre tre navi da ricerche sono state costruite per lo stesso progetto di base. Le tre navi gemelle sono R/V Thomas G. Thompson (UW), NOAAS Ronald H. Brown (NOAA) e R/V Atlantis (Woods Hole).